# Kłodzkie Towarzystwo Górskie

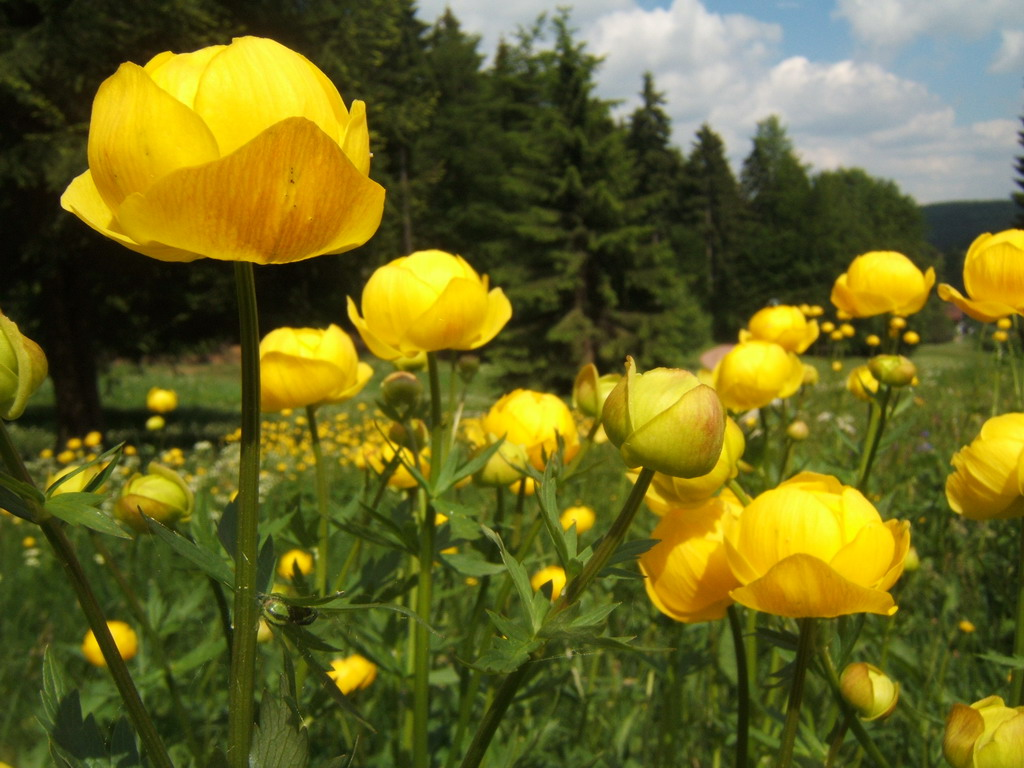
Pełnik europejski zwany różą kłodzką będący symbolem GGV

Kłodzkie Towarzystwo Górskie (GGV, niem. Glatzer Gebirgsverein, początkowo Gebirgsverein der Grafschaft Glatz, współcześnie Glatzer Gebirgs-Verein e. V.) – niemieckie stowarzyszenie założone w 1881 r. w Kłodzku w celu rozwoju turystycznego ziemi kłodzkiej – ówczesnego Grafschaft Glatz, hrabstwa kłodzkiego.
Stowarzyszenie założyli miłośnicy regionu, turyści i znane osobistości Kłodzka i miało zająć się między innymi promocją ziemi kłodzkiej, rozwojem infrastruktury turystycznej i troską o turystów, którzy coraz liczniej przyjeżdżali w te okolice. GGV położyło podwaliny pod profesjonalną obsługę turystyczną w regionie. Przyczyniło się do uruchomienia wielu schronisk, wież widokowych, szlaków turystyczych, punktów widokowych, miejsc odpoczynku itp. Obiekty te istnieją w dużej części do dzisiaj. Wydawało również liczne publikacje książkowe, periodyki i mapy.

## Historia

### Powstanie i początki działalności

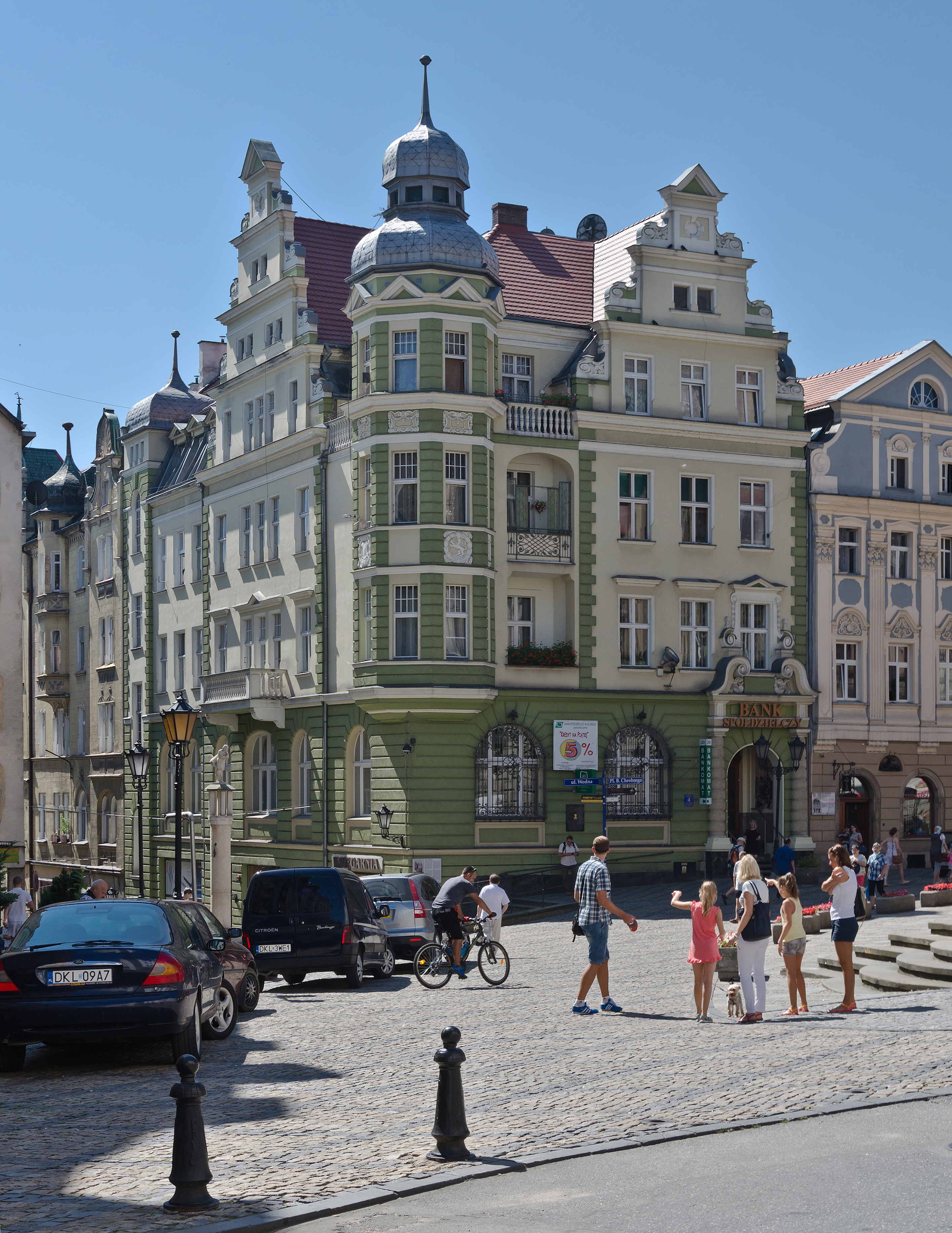
Budynek w Kłodzku, w którym odbyło się zebranie założycielskie GGV

Jesienią 1880 r. na zaproszenie burmistrza Dusznik-Zdroju Paula Denglera odbyło się spotkanie wpływowych osób z różnych miejscowości hrabstwa kłodzkiego. Zadecydowano wówczas o natychmiastowym powołaniu towarzystwa i powołano komitet pod przewodnictwem kapitana rezerwy Schencka, który miał zająć się jego organizacją.
Rezultatem pracy komitetu był statut związku, który głosił, że celem towarzystwa jest upowszechnianie zainteresowania górami hrabstwa kłodzkiego wśród szerokich kręgów społeczeństwa, ułatwianie i uprzyjemnianie zwiedzania, jak również powiększania naukowej wiedzy o górach. Ustalono składkę członkowską w wysokości 3 marek rocznie, ustalono strukturę towarzystwa i wytyczono kierunki działalności. Komitet wydał publiczne wezwanie do przystąpienia w szeregi nowej organizacji. Na ten apel odpowiedziało 482 obywateli, którzy założyli 15 sekcji: Polanica-Zdrój (Altheide-Bad), Kudowa-Zdrój (Bad Kudowa), Bożków (Eckersdorf), Kłodzko (Glatz), Bystrzyca Kłodzka (Habelschwerdt), Długopole-Zdrój (Bad Langenau), Lądek-Zdrój (Bad Landeck), Międzylesie (Mittelwalde), Nowa Ruda, Piszkowice (Pischkowitz), Złoty Stok (Reichenstein), Duszniki-Zdrój (Bad Reinerz), Krosnowice (Rengersdorf), Szczytna (Rückers), Bardo (Wartha) i Radków (Wünschelburg). Zwołano nadzwyczajne walne zebranie celem formalnego ukonstytuowania się towarzystwa.
Walne zebranie odbyło się 2 marca 1881 r. w wielkiej sali historycznej Tawerny przy kłodzkim rynku (obecnie pl. Bolesława Chrobrego 4). Budynek rozebrano w 1904 r., a w 1906 r. w tym miejscu zbudowano dzisiaj stojący budynek banku.
Do zarządu zostali wybrani:
- sędzia Robert Grützner z Kłodzka, przewodniczący,
- kupiec Paul Schliemann, zastępca przewodniczącego,
- nauczyciel gimnazjum dr Konrad Deventer, sekretarz,
- lekarz przytułku dr Paul Eicke, zastępca sekretarza,
- dyrektor banku, radny miejski Heinrich Krebs z Kłodzka, skarbnik,
- aptekarz dr Reche, zastępca skarbnika.

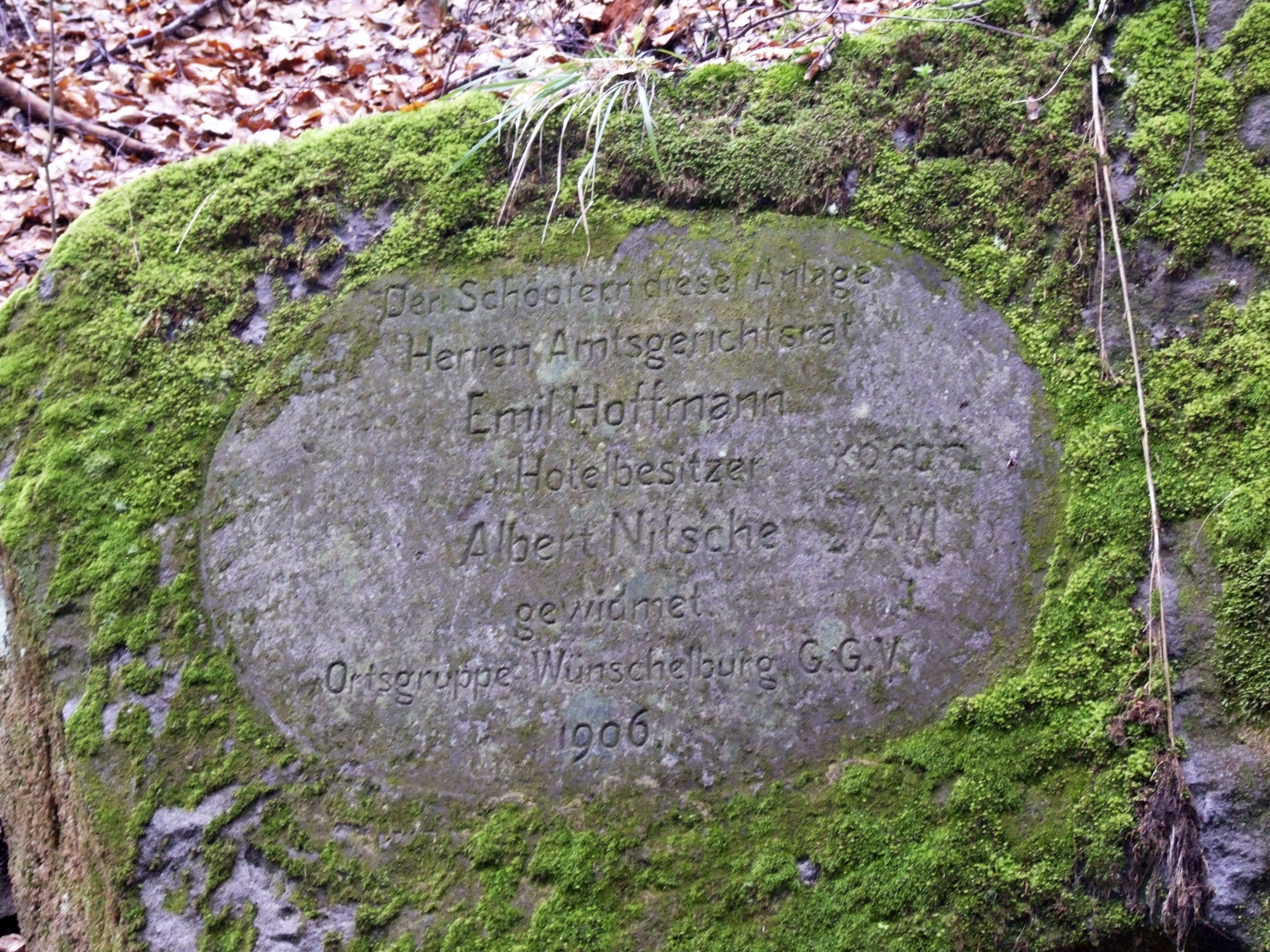
Napis pamiątkowy z 1906 r. wyryty przez oddział Wünschelburg (Radków) na szlaku w Górach Stołowych

Pierwsze działania zarządu centralnego skupiły się na współudziale w wytyczaniu tras turystycznych do urzędowej książki tras wydawanej przez Ministra Robót Publicznych. Na prośbę Zarządu Królewskich Linii Kolejowych z Nysy dołożono do tej publikacji spis wszystkich okolic i miejsc, które można osiągnąć ze stacji kolejowych począwszy od Kamieńca Ząbkowickiego po Międzylesie. Z inicjatywy GGV już na początku działalności uzyskano od zarządów kolei pruskich i austriackich wprowadzenie biletów objazdowych obejmujących Hrabstwo Kłodzkie oraz przedłużenie ważności biletów powrotnych. Na zlecenie sekcji działającej w Bystrzycy Kłodzkiej w wydawnictwie J. Frankego ukazał się Mały przewodnik po Hrabstwie Kłodzkim, którego popularność skłoniła wydawców do wznowienia nakładu jeszcze tego samego roku.
Nie powiodło się z braku funduszy wydanie własnego naukowego czasopisma. Zrekompensował to częściowo druk kwartalnika. Na polecenie walnego zebrania zarząd opracował symbol, którym stał się pełnik europejski trollius europaeus, zwany „różą kłodzką”. Autorem stylizacji i znaczka był kłodzki jubiler Wendler. Znaczek w formie szpilki do krawata członkowie mogli nabyć za 50 fenigów. Znak ten powielano później na drogowskazach i urządzeniach turystycznych, które stawiane były przez GGV. Stowarzyszenie starało się pozyskać dla swoich celów przychylność osób i urzędów, tak że pod koniec pierwszego roku działalności powstały dwa nowe oddziały, a liczebność towarzystwa wynosiła 809 członków. W późniejszym okresie rozwoju GGV powstawały nowe sekcje – m.in. w Gorzanowie i Słupcu (Schlegel) 8 sierpnia 1888 r. Inne natomiast zanikały.
W 1924 r. liczebność członków GGV przekroczyła 10 tys. osób. W 1938 r. Kłodzkie Towarzystwo Górskie miało 61 grup lokalnych, z których 22 znajdowało się poza ziemią kłodzką. W Berlinie były nawet dwie sekcje, a na Dolnym i Górnym Śląsku po siedem. W 1944 r. odbyło się w Kłodzku ostatnie walne zgromadzenie Towarzystwa.

## Niektórzy prezesi GGV[5]
- sędzia Robert Grützner, 1881–1885,
- prałat Wilhelm Hohaus, 1885–1888,
- radca Felix Burczek, 1885–1894, 1902–1909, „ojciec” wieży na Śnieżniku
- kurator oświaty Franz Conrads, 1919–1932
- burmistrz Kłodzka Konrad Goebel, 1933–1936

## Współczesność
Dziesięciu członków dawnego G.G.V. na spotkaniu w „Gliesmaroder Turm” w Brunszwiku 9 sierpnia 1951 r. założyło Glatzer Gebirgs-Verein e. V. z siedzibą w Brunszwiku, kontynuujące tradycje przedwojennego GGV. Jest to organizacja skupiająca miłośników wędrówek i ziemi kłodzkiej oraz utrzymująca dobre kontakty z partnerami w Polsce.

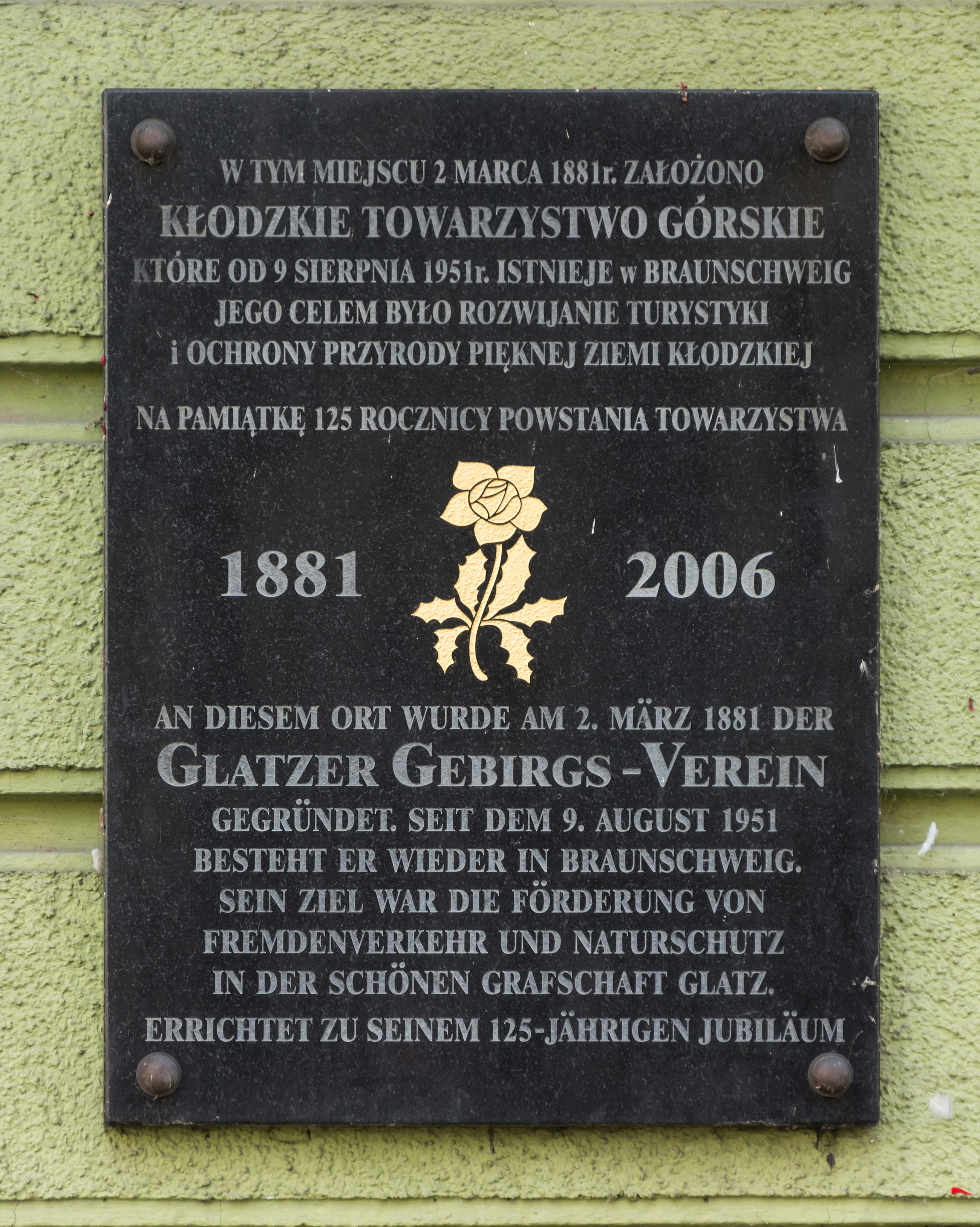
Tablica upamiętniająca powstanie GGV na budynku przy pl. Chrobrego w Kłodzku

Stowarzyszenie od 1951 r. wydaje trzy–cztery razy w roku publikację „GGV-Mitteilungen” („Komunikaty GGV”), wykształconą z pierwszych okólników i biuletynów. Od 1998 r. jest ona dostępna w postaci on-line.
Z okazji 120-lecia GGV, w maju 2001 r. w Brunszwiku zaprezentowano wystawę Hundert Wandertage in Bildern (pol. Sto dni wędrówek w obrazach) Związku Niemieckich Towarzystw Górskich i Turystyki Wędrownej, będącego członkiem zbiorowym Europejskiego Stowarzyszenia Turystyki Wędrownej.

Jubileusz 125-lecia założenia GGV uczciło 13 maja 2006 r. w Brunszwiku wielką uroczystością i mszą z udziałem ówczesnego nuncjusza arcybiskupa Erwina Endera (pochodzącego z ziemi kłodzkiej), a 20 maja 2006 r. mszą w Kłodzku i odsłonięciem dwujęzycznej tablicy pamiątkowej w miejscu założenia stowarzyszenia przy rynku w Kłodzku.
Od 2004 r. prezesem Glatzer Gebirgs-Verein e. V. jest Christian Drescher, przedstawiciel pokolenia urodzonego po II wojnie światowej.

## Obiekty powstałe dzięki staraniom GGV

### Wieże widokowe
Wieże drewniane z powodów naturalnych miały kilkunastoletni czas eksploatacji, dłużej przetrwały wyłącznie wieże murowane.
- wieża widokowa na Górze Świętej Anny k. Nowej Rudy z 1911 r.
- wieża widokowa na Śnieżniku z 1899 r. (nie istnieje)
- wieża widokowa na Ostrej Górze w Górach Bardzkich (nie istnieje)
- wieża widokowa na Górze Wszystkich Świętych z 1913 r.[6] k. Nowej Rudy
- wieże widokowe na Borówkowej z 1889 r. (zawaliła się w 1900 r.) i z 1908 r. (zawaliła się w 1922 r.)
- wieże widokowe na Wapniarce z 1889 i 1925 r. (nie istnieją)
- wieża widokowa na zamku Karpień z 1885 r. (zburzona w 1899 r.)
- wieża widokowa na Jagodnej z 1909 r. (nie istnieje)
- wieża widokowa na Łomnickiej Równi z 1896 r. (zniszczona w 1909 r.)
- wieża widokowa na Owczej Górze z 1890 r. (zniszczona w 1909 r. i ponownie zbudowana w 1910 r., nie istnieje)
- wieża widokowa na Suchoniu z 1885 r. (nie istnieje)
- wieża widokowa na Włodzickiej Górze z 1927 r. (obecnie ruina)

### Schroniska i gospody
- schronisko „Brandbaude” (obecnie schronisko PTTK „Jagodna”) w Górach Bystrzyckich
- schronisko „Luckasbaude” na Górze Wszystkich Świętych z 1909 r.[6] (obecnie nie istnieje)
- schronisko „Hindenburgbaude” na Orlicy z 1928 r. (nie istnieje)
- schroniska studenckie oferujące darmowy nocleg i śniadanie niemieckim uczniom i studentom

## Czasopisma wydawane przez GGV
- „Jahresbericht nebst Mitglieder Verzeichnis des Gebirgs-Vereines der Grafschaft Glatz”, 1882–1904[7]
- „Die Grafschaft Glatz. Zeitschrift des Glatzer Gebirgsvereins”, 1906–1943[7]
- „GGV-Mitteilungen”, od 1951[1]

Od początku publikowano drukowane sprawozdania z rocznej działalności jako „Jahresbericht nebst Mietglieder-Verzeichnis” (pol. „Roczne sprawozdania wraz z wykazem członków”). Pierwszy rocznik wydano w 1882 r. Łącznie ukazały się 24 numery ujmujące działalność GGV do końca 1904 r. Z czasem były one wzbogacane o ciekawe artykuły dotyczące przyrody, turystyki i historii Ziemi Kłodzkiej.

Po wielu staraniach, w 1906 r. na 25-lecie GGV powołano do życia własne czasopismo „Die Grafschaft Glatz” w nakładzie 5000 egzemplarzy, kolportowane na terenie całej ziemi kłodzkiej. W pierwszym roku wyszły cztery zeszyty czasopisma, w następnych latach zwiększono liczbę zeszytów średnio do sześciu, choć w niektórych latach czasopismo stawało się miesięcznikiem (lata 1909–1912, 1925–1928). Ostatni, 38. numer “Die Grafschaft Glatz”, ukazał się w 1943 r.